# Test projekcyjny
Test projekcyjny – metoda badania psychologicznego, w której nadawanie przez osobę indywidualnych znaczeń wieloznacznemu materiałowi bodźcowemu ujawnia jej stany psychiczne, cechy osobowości, wartości, postawy, cele, mechanizmy obronne, lęki, kompleksy, traumy itp.
Przykład:
Prosimy dziecko aby narysowało rodzinę. Czysta kartka (bodziec wieloznaczny) zostaje zapełniona przez fantazje dziecka. Pewne osoby narysowane zostaną większe, inne mniejsze, niektóre będą bliżej siebie, inne będą rysowane jako pierwsze. Dziecko będzie używać kolorów, niektóre osoby będą narysowane silną kreską, inne znowu będą wymazywane. Dziecko może zapomnieć dorysować pewne części ciała lub podkreślać pewne atrybuty (na przykład matka będzie w sukience i w butach).
Istotą testu projekcyjnego jest wydobycie nieświadomych treści psychicznych, których badany nie jest w stanie ujawnić świadomie, nawet przy najlepszych chęciach i postawie współpracy, ponieważ sam ich nie zna (zobacz też: opór (psychologia)).
Nazwa test projekcyjny pochodzi od mechanizmu obronnego – projekcji.
Przykładami testów projekcyjnych są test Kocha (zwany też testem drzewa, uznany przez psychologów jako  „prawdopodobnie zdyskredytowany”), test apercepcji tematycznej Murraya (TAT - krytykowany za znikomą wartość psychometryczną), test Rorschacha (współcześnie uznawany raczej za pseudonaukowy), rysunek postaci ludzkiej, test zdań niedokończonych itp.
Testy projekcyjne mają swoich gorących zwolenników, którzy twierdzą, że jest to metoda pozwalająca zrozumieć głębokie, bardzo intymne treści psychiczne, które niemożliwe są do wydobycia przy pomocy innych metod. Twierdzą oni, że testom projekcyjnym możemy także uzyskać informacje, których sama osoba badana jest nieświadoma.
Przykład:
Wprowadzono na rynek nową trutkę na karaluchy, która okazała się skuteczniejsza, łatwiejsza w użyciu i mniej uciążliwa niż stosowane do tej pory trujące aerozole oraz tańsza. Karaluchy zanosiły trutkę nocą do swoich gniazd i w ten sposób wytruwały wszystkie szkodniki. Mimo to duża część gospodyń domowych nadal używała aerozoli, nie dawała się przekonać do nowego produktu. W wywiadach badane kobiety twierdziły, że aerozol jest wygodniejszy i bardziej skuteczny, co było oczywistą nieprawdą. Poproszono psychologów o opisanie przyczyn dla których kobiety wolały stosować spray. Zastosowano metodę projekcyjną – "Napisz kim jest karaluch, który chodzi po Twojej kuchni". Opowiadania pisane przez kobiety miały wiele interesujących cech wspólnych. Opisywały szkodnika jako samca, który wyszedł z domu aby zaznać przygód nocą, podczas gdy jego rodzina czekała na niego w ciemnej norze. Test projekcyjny wykrył ukrytą agresję kobiet tych gospodyń domowych do swoich partnerów. Agresja ta była przyczyną przeżywania satysfakcji podczas "trucia" karalucha oraz oporu przed dawaniem mu trucizny, którą zaniesie do gniazda.
W powyższym przykładzie kobiety mogły być zupełnie nieświadome przyczyn, dla których czerpią satysfakcję z trucia szkodnika i oporu przed zmienieniem stosowanej metody. Informacje te byłyby nie do uzyskania inną metodą.

## Krytyka
Współcześnie techniki projekcyjne, są krytykowane z powodu niewielkiej miarodajności psychometrycznej. Większość z nich nie może być udowodniona w sposób naukowy (nie da się sprawdzić czy mierzą to co mają mierzyć). Krytycy testów projekcyjnych twierdzą, że dostarczony przez badanego materiał do interpretacji jest bardzo podatny na zniekształcenia i trudno go obiektywnie ocenić. Każdy klinicysta będzie mieć skłonność do odmiennego rozumienia wypowiedzi badanego. Testy takie są w znacznym stopniu nieobiektywne. Stąd też wymóg różnych organizacji zrzeszających psychologów udostępniania testów jedynie osobom, które uzyskały odpowiednie certyfikaty oraz regularnie mają do czynienia z metodami projekcyjnymi.